# Leonard Jaczewski
Leonard Feliks Stefan Jaczewski (ur. 30 sierpnia?/11 września 1858 w Wilkowie, zm. 20 kwietnia?/3 maja 1916 w Sankt Petersburgu) – geolog, geograf, geofizyk, inżynier górniczy, podróżnik i badacz Syberii.

## Życiorys
Był synem urzędnika państwowego, Antoniego Jaczewskiego. Ze względu na wczesną śmierć ojca wraz z bratem Kazimierzem (lekarzem) został wychowany przez stryja Franciszka (biskupa diecezji lubelskiej). Po nauce w gimnazjum w Warszawie ukończył studia inżynierskie w Instytucie Górniczym w Sankt Petersburgu. W pozostałym okresie swojego życia związał się z Syberią, przez co do dzisiaj jest ceniony za wyjątkowy wkład w poznanie tego regionu przez naukę i wykorzystaniu jego zasobów przez przemysł wydobywczy. Głównie znany jest dzięki badaniom nad wieczną zmarzliną oraz odkryciom złóż różnych minerałów, m.in. nefrytu i złota. Brał udział przy opracowaniu map i wytyczaniu tras kolei transsyberyjskiej przez zespół Karola Bohdanowicza.